# Régiments FFI
Les régiments FFI sont des unités de l’armée française constitués à la fin de la Seconde Guerre mondiale.
Au cours de l’été 1944, les effectifs FFI explosent (de 100 000 en juin 1944 à 400 000 en septembre) : une partie d’entre eux s’engagent pour poursuivre le combat, une fois le territoire national en majorité libéré. Ces contingents importants (137 000 hommes) sont amalgamés à l’armée régulière à partir du 23 septembre 1944. Les 290 formations FFI constituant dans un premier temps des unités portant le nom de leur région d’origine, pour un total de 113 bataillons.
Dès la fin septembre, près de 90 000 hommes rejoignent la 1re armée française, suivis de 15 000 autres en octobre.

## Sources
- Stéphane Simonnet, Claire Levasseur (cartogr.) et Guillaume Balavoine (cartogr.) (préf. Olivier Wieviorka), Atlas de la libération de la France : 6 juin 1944- 8 mai 1945 : des débarquements aux villes libérées, Paris, éd. Autrement, coll. « Atlas-Mémoire », 2004 (1re éd. 1994), 79 p. (ISBN 978-2-746-70495-4 et 2-746-70495-1, OCLC 417826733, BNF 39169074), p 43-51